# لي روز (كاتبة)
لي روز (بالإنجليزية: Lee Rose)‏ هي كاتبة سيناريو ومخرجة أمريكية، ولدت في القرن العشرين.

## وصلات خارجية
- لي روز على موقع IMDb (الإنجليزية)
- لي روز على موقع ألو سيني (الفرنسية)
- لي روز على موقع أول موفي (الإنجليزية)
- لي روز على موقع قاعدة بيانات الأفلام السويدية (السويدية)
- لي روز على موقع قاعدة بيانات الفيلم (الإنجليزية)
- لي روز على موقع كينوبويسك (الروسية)